# Cléry-Grand
Cléry-Grand – miejscowość i gmina we Francji, w regionie Grand Est, w departamencie Moza.
Według danych na rok 1990 gminę zamieszkiwało 81 osób, a gęstość zaludnienia wynosiła 11 osób/km² (wśród 2335 gmin Lotaryngii Cléry-Grand plasuje się na 964. miejscu pod względem liczby ludności, natomiast pod względem powierzchni na miejscu 802.).